# Draaiorgel de Paardekop
Draaiorgel de Paardekop of De Kleine Paardekop is een Nederlands straatorgel dat in 1933 werd gebouwd. Het orgel telt 52 toetsen.
Draaiorgel De Grote Paardekop was een ander groot draaiorgel.

## Levensloop
Orgelverhuurder Piet Timmermans uit Rotterdam gaf in 1932 aan Jaap Minning de opdracht om zes 56-toetsorgels te bouwen. Deze orgels kregen de volgende namen: "De Oosterse dame", "De Paardekop", "De kat en de haan", "De Maerelingk", "De Ovaaltjes" en "De Zwaan". Van het lot van de "Kat en de Haan" en "De Zwaan" is niets (?) bekend. Van de andere orgels is het volgende bekend: "De Maerelingk" is in het bezit en staat in de huiskamer van het accordeonduo De Kermisklanten. "De Ovaaltjes" is in goede staat in de Verenigde Staten evenals de "Oosterse dame".
Voor de oorlog speelde De Paardekop in Rotterdam en Dordrecht. In de jaren 1945-1946 was Joost van de Zwaan eigenaar en speelde ermee in Sliedrecht. Na die tijd heeft het orgel nog een tijdje bij kermisexploitant Arie de Boef gespeeld. 
Eind jaren '60 werd het verwaarloosde orgel door familie Roos aangekocht, gerestaureerd en doorverkocht aan Henk Gossling. Rond 1977 werd het orgel totaal vernieuwd door Riks Gossling uit Hilversum. De heer Nagel, decorschilder bij de NOS, verzorgde het nieuwe uiterlijk van het orgel. Het orgel is in verschillende steden verhuurd geweest, o.a. Amersfoort en Den Haag. Sedert 1995 was het orgel eigendom van Jan en Jeanette Boon uit Den Helder. Na de plotselinge dood van Jan Boon, in juni 2022, kwam het orgel begin 2023 terecht bij Marwan Fouwels, die toen de dertienjarige leeftijd had en Boon voor zijn dood dikwijls ondersteunde.

## Dispositie
- Zang (22 toetsen): Bourdon, Viool
- Accompagnementen (11 toetsen): Gedekt, Viool, Viox-Celeste
- Bas (8 toetsen): Bovenbas, Grondbas
- Trombones (8 toetsen)
- Slagwerk: Grote trom + bekken, Kleine trom